# NGC 4853
NGC 4853 (другие обозначения — UGC 8092, DRCG 27-43, MCG 5-31-48, IRAS12561+2752, ZWG 160.68, 2ZW 67, KUG 1256+278B, PGC 44481) — галактика в созвездии Волосы Вероники.
Темп звездообразования в галактике составляет около 1 M⊙ в год, что значительно меньше того, что требовалось для создания существующего звездного населения возрастом в 1 миллиард лет в ней. Считается, что галактика потеряла значительную часть межзвездного газа из-за лобового давления со стороны межгалактической среды в скоплении Волос Вероники, что привело к резкому падению темпа звездообразования до наблюдаемой ныне величины — об этом свидетельствует наличие «хвоста», видимого в излучении линии H-альфа, хотя и не наблюдаемого в радиодиапазоне. 
Этот объект входит в число перечисленных в оригинальной редакции «Нового общего каталога».